# Герхард, Фридрих Вильгельм Эдуард
Фридрих Вильгельм Эдуард Герхард (нем. Friedrich Wilhelm Eduard Gerhard; 29 ноября 1795, Познань — 12 мая 1867, Берлин) — немецкий археолог, исследователь античности. Специалист по античной вазописи.

## Биография
Герхард был сыном тайного советника Давида Фридриха Герхарда (1768—1829) и Софи Нессельт (1778—1857), дочери профессора богословия Иоганна Августа Нессельта. Большую часть своего детства Герхард провёл в Бреслау (с 1945 года Вроцлав), в университете которого в 1812 году начал изучать богословие. Однако в 1814 году он перешёл в Берлинский университет чтобы изучать филологию. В июле 1814 года Герхард получил докторскую степень, защитив диссертацию о древнегреческом грамматике Аполлонии Родосском. Он вернулся в Бреслау и в 1816 году завершил хабилитацию. Он стал преподавателем гимназии в Познани, но в 1818 году преподавание пришлось оставить из-за болезни глаз.
В 1820 году Герхард впервые приехал в Италию. Второе пребывание в Италии с 1822 по 1826 год было поддержано прусским министерством. В Италии Герхард в основном занимался археологическими исследованиями и изучением топографии античного Рима. Он участвовал в создании «Описания города Рима» (Beschreibung der Stadt Rom), предпринятого Бартольдом Георгом Нибуром, и планировал составить систематический сборник сохранившихся археологических памятников с использованием иллюстраций и описаний. Его третье пребывание в Италии, снова поддержанное прусским государством, длилось с 1828 по 1832 год. За это время Герхард с помощью других археологов и при поддержке прусского наследного принца основал «Институт археологической корреспонденции» (Istituto di Corrispondenza Archeologica), с 1829 года: Немецкий археологический институт в Риме. Затем Герхард обратился к исследованиям античной вазописи.
В 1832 году он вернулся в Берлин и с 1833 года работал в Королевском музее в Берлине. С 1836 года был хранителем коллекции античных ваз и терракоты, с 1855 года — директором коллекции скульптуры и гипсовых слепков. В 1835 году Герхард стал полноправным членом Прусской королевской академии наук (Königlich-Preußische Akademie der Wissenschaften) и иностранным членом Гёттингенской академии наук, а в 1844 году — профессором Берлинского университета. Чтобы популяризировать археологию, он в 1841 году инициировал основание Археологического общества в Берлине (Archäologischen Gesellschaft zu Berlin). С 1841 года состоял иностранным членом Баварской академии наук.
В 1843 году Герхард женился на Эмили Рисс фон Шёрншлос (1818—1892), дочери гессенского министра Франца Хуго Риза фон Шёрншлоса.
Эдуард Герхард был похоронен на Старом кладбище Святого Матфея (Alten St. Matthäus-Kirchhof) в Берлине-Шёнеберг. Его захоронение считается почётной могилой Берлина.
Научное значение деятельности Фридриха Герхарда заключается прежде всего в систематизации и публикации археологических памятников. Он внёс значительный вклад в становление классической археологии как независимой науки. Среди его учеников были Отто Ян, Эрнст Курциус и Александр Конце.

## Основные публикации
- Сообщения о вазах вольсков (Rapporto intorno i vasi Volcenti). 1831
- Античная скульптура (Antike Bildwerke). 1827—1844
- Избранные изображения греческой вазописи (Auserlesene griechische Vasenbilder). 1839—1858
- Греческие и этрусские чаши (Griechische und etruskische Trinkschalen). 1843
- Этрусская и кампанская вазопись (Etruskische und campanische Vasenbilder). 1843
- Этрусские зеркала. В 4-х т. (Etruskische Spiegel, 4 vols.). 1843—1868
- Апулийские вазы (Apulische Vasen). 1846
- Поилки и сосуды (Trinkschalen und Gefässe). 1850
- Гиперборейско-римские исследования. В 2-х т. (Hyperboreisch-römische Studien). 1833—1852
- Греческая мифология (Griechische Mythologie). 1854—1855
- Собрание академических трактатов и малых статей, опубликованных посмертно. В 2-х т. (Gesammelte akademische Abhandlungen und kleine Schriften, published posthumously). 1867